# O抗原
O抗原（オーこうげん、O antigen）とは、真正細菌におけるH抗原（鞭毛抗原）以外の細胞壁の抗原であり、構造的には細胞壁のリポ多糖のことを指す。菌体抗原（きんたいこうげん、somatic antigen）とも呼ばれる。O抗原は耐熱性であり、エタノールや1規定 HCl処理で不活化しない。O抗原はH抗原、K抗原、F抗原とともに血清群や血清型の分類に利用される。